# Друга књига Сеоба
Друга књига Сеоба је роман Милоша Црњанског објављен 1962. у издању Српске књижевне задруге. Састоји се из 28 поглавља. Прича прати потомке и рођаке Вука Исаковича, јунака прве књиге Сеоба: Ђурђа, Петра, Трифуна и Павла, као централну фигуру романа. Радња почиње у мају 1752. (7 година након повратка Вука Исаковича из рата и краја прве књиге) у Темишвару, а завршава се крајем новембра 1753. у Кијеву и Бахмуту. Друга књига Сеоба се у одређеној мери базира на догађајима и личностима описаним у Мемоарима Симеона Пишчевића.

## Радња
Радња почиње када у Темишвар стиже Гарсули, војни изасланик из Беча са наредбом да се српски пукови, који су имали велику улогу у аустријским ратовима против Турака расформирају, и распореде по другим пограничним утврдама. С обзиром да су се Исаковичи раније налазили на списку бившег српског а сада руског генерала Шевича, са дозволом сеоба за Русију, Павле се намерио да се одсели са браћом. 
У роману су описани многи градови из времена Марије Терезије и положај Срба у њима: Темишвар (град, и српско предграђе Махала), Будим (Табан), Беч (Енгелбирта у којој су били смјештени нижи српски официри, као и живот виших српских официра и њихових интрига, Рума, Грац (и злогласни затвор Шлосберг у којем су се налазили српски затвореници), Токај, као и руски: Миргород, Кијев (и предграђе Подољ са српским исељеницима) и Бахмут. 